# Medal „Ingenio et arti”
Medal „Ingenio et arti” (duń. Medaillen Ingenio et arti, skr. M.i.&a.) – wysokie duńskie odznaczenie cywilne, przyznawane najwybitniejszym osobistościom za zasługi w dziedzinie nauki i sztuki. Ustanowione zostało 31 sierpnia 1841 przez króla Christiana VIII z dynastii Oldenburskiej. Początkowo medal podzielony był na dwa stopnie: złoty i srebrny, ale od 1907 istnieje tylko w wersji wykonanej ze złota.
Medal ma średnicę 37 mm, na awersie umieszczony jest wizerunek aktualnie panującego władcy – profil zwrócony w prawo (dla patrzącego), a na rewersie znajduje się skrzydlaty „geniusz światła” (duń. lysets genius) autorstwa Bertela Thorvaldsena.
W duńskiej kolejności starszeństwa odznaczeń znajduje się za Złotym Medalem Zasługi, a przed Medalem Pamiątkowym 80-lecia Urodzin Królowej Małgorzaty II.

## Odznaczeni
Odznaczono ponad 170 osób, obecnie żyje siedmioro z nich.